# 임상병리학
임상 병리학(臨床 病理學)은 의학의 분야 중 하나로, 인간의 건강을 증진시키기 위한 학문이다. 임상병리학에는 크게 혈청학, 임상화학, 분자진단학, 미생물학, 혈액은행, 혈액학, 조직병리학 등으로 나뉜다.

## 같이 보기
- 임상기기학
- 임상화학

## 학회 등 관련단체
- 대한임상병리사협회(http://www.kamt.or.kr/)
- 대한병리학회(http://www.pathology.or.kr/)
- 대한진단검사의학회(http://www.kslm.org/)
- 대한임상화학회(http://clinical.ecsoft.co.kr/%5B깨진+링크(과거+내용+찾기)%5D)
- 대한임상미생물학회(http://www.kscm.or.kr/)
- 대한임상검사정도관리협회(http://www.lab-qa.org/)